# Ми і наші гори
«Ми і наші гори» — радянський художній фільм, екранізація твору відомого вірменського письменника Гранта Матевосяна, знятий на кіностудії «Вірменфільм» в 1969 році. Алегорична притча про взаємини міста і села, влади і людини, радянського і національного. Прокат (1970 рік) — 1,8 млн глядачів.

## Сюжет
До декількох пастухів і сінокосів, які працювали в горах, прийшли чотири заблукалих чорних барани. Ішхан, пастух великого стада овець, запропонував зарізати дві вівці під шашлик. Коли пастухи сіли їсти, разом з ними їв і господар овець, Реваз, який не підозрював, що це його вівці. Після того як пропажа знайшлася пастухи заплатили йому за овець і він відправився додому. Здавалося б, усе владналося, але дружина Реваза викликала лейтенанта, повідомивши про зникнення овець. Коли лейтенант прийшов додому до Реваза, той довго відмовлявся від показань, а потім нарешті сказав, що продав овець. Лейтенант вирішив розібратися і відправився в гори до пастухів. Пастухи пояснили йому ситуацію, і лейтенант пішов, але, сидячи біля кабінету старшого слідчого, він почув одну пригоду з викраденням кільця. Викликавши Ішхана в кабінет, лейтенант став його допитувати. Ішхан, розповівши все як було, підписав протокол і пішов. Наступними були допитані Авак і Завен. Коли лейтенант викликав на допит Павла, той не з'явився, і розсерджений лейтенант знову прийшов у гори. Після словесної перепалки справа мало не дійшла до бійки. Після того, як обстановка розрядилася, пастухи самі ініціювали суд, допитуючи один одного. Фільм закінчується тим, що пастухи разом з лейтенантом переганяють велике стадо овець у місто, прямуючи до судді.

## У ролях
- Сос Саркісян —  лейтенант міліції  (дублював А. Кузнецов)
- Фрунзик Мкртчян —  Ішхан Антонян  (дублював  Яків Бєлєнький)
- Хорен Абраамян —  Павла  (дублював  Михайло Кузнецов)
- Азат Шеренц —  Авак  (дублював Ян Янакієв)
- Армен Айвазян —  Завен  (дублював Юрій Боголюбов)
- Артур Пелешян —  Реваз Мовсесян  (дублював  Володимир Ферапонтов)
- Галя Новенц — епізод
- Георгій Елбакян —  Василь
- Аветік Джрагацпанян — дід Адам

## Знімальна група
- Режисер: Генріх Малян
- Автори сценарію: Грант Матевосян
- Оператор: Карен Месян
- Художник: Степан Андраникян
- Композитор: Тигран Мансурян